# Крайнее (Калининградская область)
Крайнее (до 1946 — Юкштайн (нем. Juckstein)) — посёлок в Краснознаменском городском округе Калининградской области. Входил в состав Алексеевского сельского поселения.

## Население
| 1867 | 1885 | 1910 | 1925 | 1933 | 1939 | 2002 |
| ---- | ---- | ---- | ---- | ---- | ---- | ---- |
| 244  | ↗252 | ↘224 | ↗232 | ↘206 | →206 | ↘35  |
| 2010 |      |      |      |      |      |      |
| →35  |      |      |      |      |      |      |

## История
Прежнее название Юкштайн до 1946 года.